# Lylat Wars
Star Fox 64 (jap.: スターフォックス64, Sutā Fokkusu Rokujūyon), in Europa und Australien als Lylat Wars vertrieben, ist ein Shoot ’em up des japanischen Konsolenherstellers Nintendo für Nintendo 64 und das zweite Spiel der Star-Fox-Reihe. In einem Bundle mit Lylat Wars erschien auch erstmals das Rumble Pak für das Nintendo 64 (N64), welches später auch einzeln verkauft wurde.
Eine Neuauflage des N64-Originals erschien als Star Fox 64 3D am 14. Juli 2011 in Japan für den Nintendo 3DS.

## Handlung
Der böse Wissenschaftler Andross war einst durch General Pepper für seine Missetaten auf den verlassenen Planeten Venom verbannt worden, doch eines Tages wurden seltsame Aktivitäten in diesem Teil des Lylat-Systems wahrgenommen. Das Star-Fox-Team, bestehend aus James McCloud, Pigma Dengar und Peppy Hare, wurde losgeschickt, um die Ursache zu ermitteln. Auf dem Planeten angekommen verriet Pigma sein Team und James und Peppy wurden von Andross gefangen genommen, wobei Peppy entkommen konnte.
Als Andross eines Tages erneut das Lylat-System zu erobern versucht, wendet sich General Pepper an das neue Star-Fox-Team, bestehend aus James’ Sohn Fox McCloud, Falco Lombardi, Slippy Toad und Peppy Hare. In ihren Händen liegt nun das Schicksal des Lylat-Systems.

## Spielprinzip
Wie der Vorgänger handelt es sich um ein Shoot ’em up, bei dem der Spieler ein Raumschiff durch dreidimensionale Level steuert und auftauchende Gegner abschießen muss. In Lylat Wars gibt es insgesamt 15 Level. Acht von diesen sind Planeten, drei von ihnen sind „Sektoren“, zwei von ihnen Abwehrstationen, eine Sonne und schließlich noch ein Asteroidenfeld.
- Airwing (Kampfflugzeug): Das vom Star-Fox-Team primär verwendete Gerät. Der Arwing ist mit einem Standardlaser bewaffnet, der im Laufe des Spiels zu einem Zwillingslaser und Hyperlaser verbessert werden kann. Zusätzlich kann der Arwing maximal neun Nova-Bomben mitführen.
- Landmaster (Panzer): Der Panzer steht nur in insgesamt zwei Levels (Titania und Macbeth) zur Verfügung. Er besitzt einen Standardlaser, welcher während des Spiels aufgerüstet werden kann. Der Landmaster kann auch Nova-Bomben mitführen, kurze Zeit in der Luft schweben und ist durch seinen Hover-Antrieb sehr wendig.
- Blue Marine (Unterseeboot): Das U-Boot wird nur im Level Aquas verwendet. Es ist bewaffnet mit einem aufrüstbaren Standardlaser und einem unerschöpflichen Vorrat an Spezialtorpedos (vergleichbar mit den Nova-Bomben).

Star Fox 64 enthält einen Mehrspielermodus, bei dem bis zu vier Spieler gleichzeitig gegeneinander antreten können. Zunächst kann man den Arwing als Fahrzeug wählen, nach bestandenen Missionen (und erhaltenen Medaillen) stehen später auch ein Panzer bzw. die Piloten zu Fuß zur Verfügung.

## Namensgebung
Star Fox 64 erschien in Europa aufgrund von Markenrechtsproblemen unter dem Namen Lylat Wars, da bereits für den ZX Spectrum ein Spiel namens Starfox erschienen war. Nintendo musste deswegen das Spiel umbenennen, aus Star Fox wurde Starwing und aus Star Fox 64 wurde Lylat Wars. Zudem wurde der Planet, der in der japanischen Version noch Fichina (フィチナ) hieß, zu Fortuna.